# Imnäsdammens dämningsområde
Imnäsdammens dämningsområde är en sjö i Sollefteå kommun i Ångermanland och ingår i Ångermanälvens huvudavrinningsområde. Sjön har en area på 1,8 kvadratkilometer och ligger 192,5 meter över havet. Sjön avvattnas av vattendraget Fjällsjöälven (Sannarån).

## Delavrinningsområde
Imnäsdammens dämningsområde ingår i det delavrinningsområde (705100-154063) som SMHI kallar för Utloppet av Imnäsdammens Dämningsomr. Medelhöjden är 243 meter över havet och ytan är 13,76 kvadratkilometer. Räknas de 966 avrinningsområdena uppströms in blir den ackumulerade arean 8 317,06 kvadratkilometer. Fjällsjöälven (Sannarån) som avvattnar avrinningsområdet har biflödesordning 2, vilket innebär att vattnet flödar genom totalt 2 vattendrag innan det når havet efter 105 kilometer. Avrinningsområdet består mestadels av skog (74 procent). Avrinningsområdet har 1,8 kvadratkilometer vattenytor vilket ger det en sjöprocent på 13,1 procent.